# アンジェロ・パゴット
アンジェロ・パゴット（Angelo Pagotto, 1973年11月21日 - ）は、イタリア・ヴェルバーニア出身の元サッカー選手。現役時代のポジションはGK。

## 経歴
SSCナポリユース出身。1995-96シーズン、サンプドリアでワルテル・ゼンガの離脱時に正GKとしてプレー。翌1996-97シーズンにはACミランに移籍したが、僅か9試合に出場したのみに終わった。
1996年のUEFA U-21欧州選手権では正GKとして優勝に貢献したが、同年のアトランタ五輪ではジャンルカ・パリューカがオーバーエージで参加したことなどにより大会メンバーから外れた。
クロトーネに所属していた2007年にドーピング違反により約8年間の出場停止処分を受け、そのまま引退となった。